# Bental
Der Bental (arabisch جبل الغرام, DMG Ǧabal al-Ġarām ‚Berg der Lust‘ oder جبل بنطل / Ǧabal Banṭal; hebräisch הַר בּנְטָל Har Benṭal, deutsch ‚Berg Bental‘) ist ein erloschener Vulkan im Nordosten der Golanhöhen. Er hat einen ausgeprägten Krater und liegt nördlich des 1204 Meter hohen Avital, mit dem er eine unterirdische Magmakammer gemeinsam hat. Beide Vulkane gehören zu einer Reihe von erloschenen Vulkanen, die sich vom Berg Ram mit 1188 Metern Höhe bis hin zum Tal Saki mit 594 Metern auf der östlichen Seite der Golanhöhen erstrecken. Der Krater des Bental wurde in westlicher Richtung durch einen Lavastrom aufgerissen, bei dem auch die Asche eines Vulkankegels mitgerissen wurde. Der restliche Vulkan hat nur noch eine Höhe von 1171 Metern. Auf dem vulkanischen Boden haben sich eine besondere Flora und Fauna entwickelt, so dass dieses Gebiet heute unter Naturschutz steht.
Über den Berg verläuft ein Teil der – gegenwärtig noch umstrittenen – Grenze zwischen Israel und Syrien. An der Nordwestöffnung des Kraters wurde 1967 nach dem Sechstagekrieg der Kibbuz Merom Golan gegründet.

## Galerie

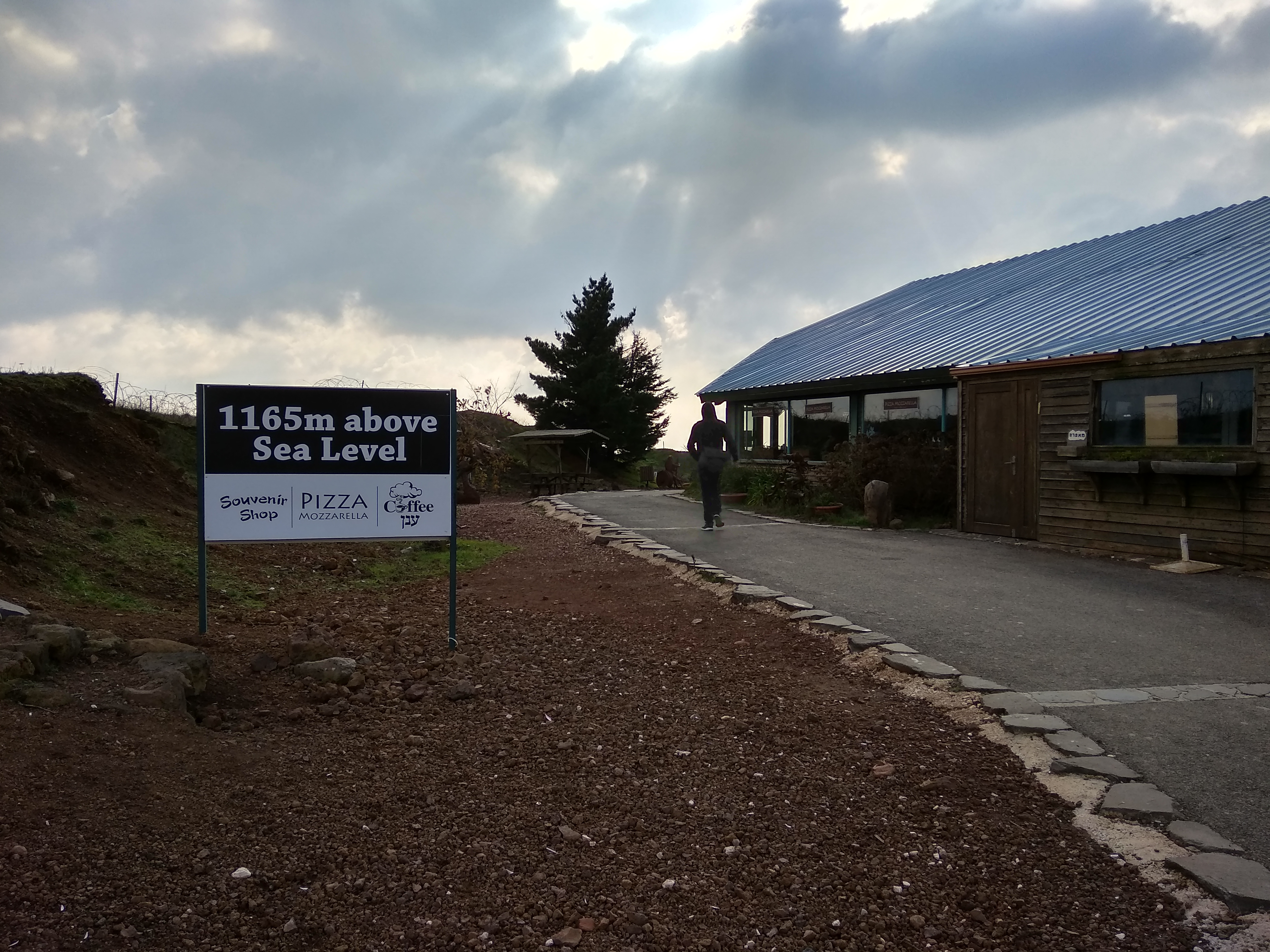
Hütte auf dem Gipfel
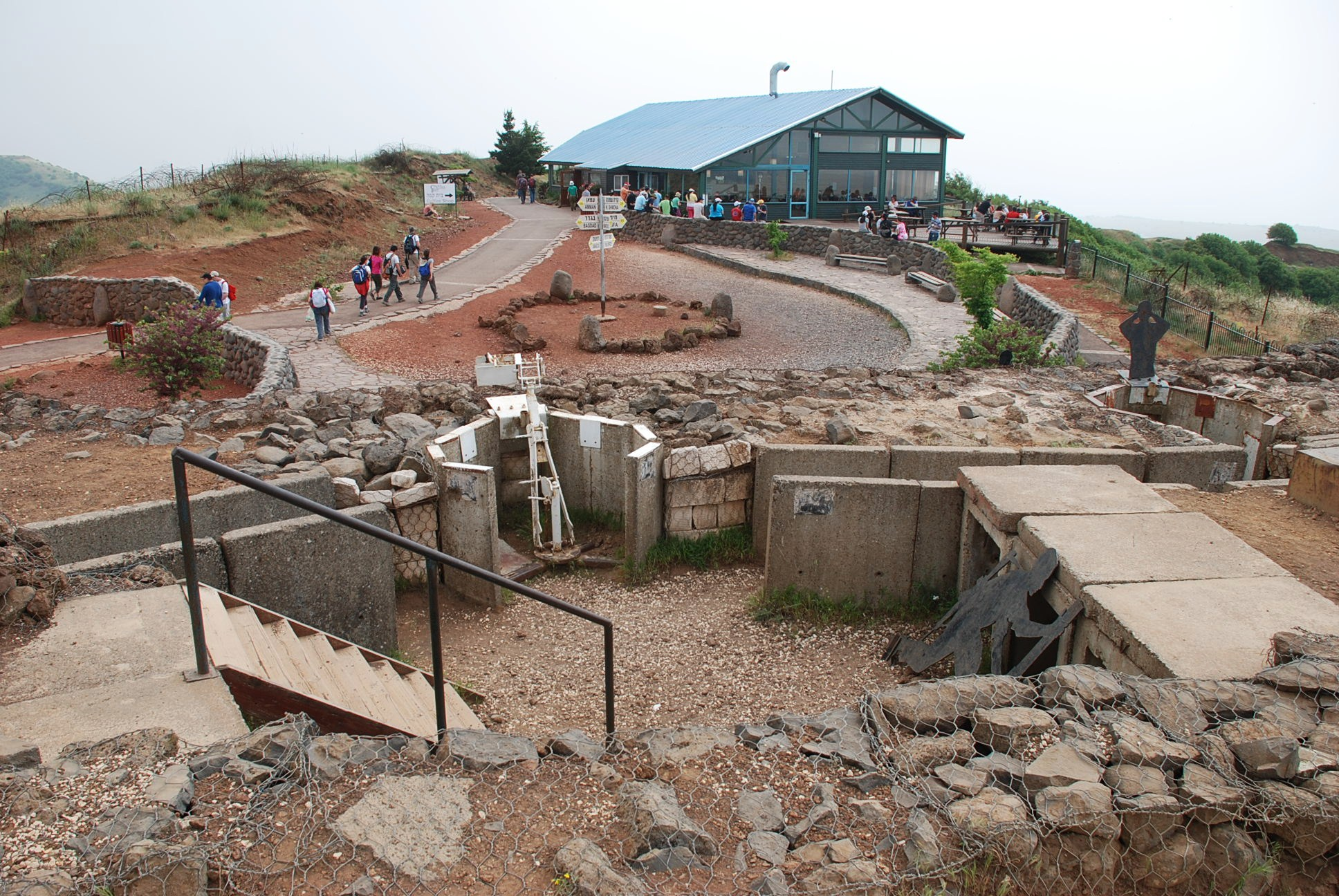
Hütte und Befestigungsanlagen
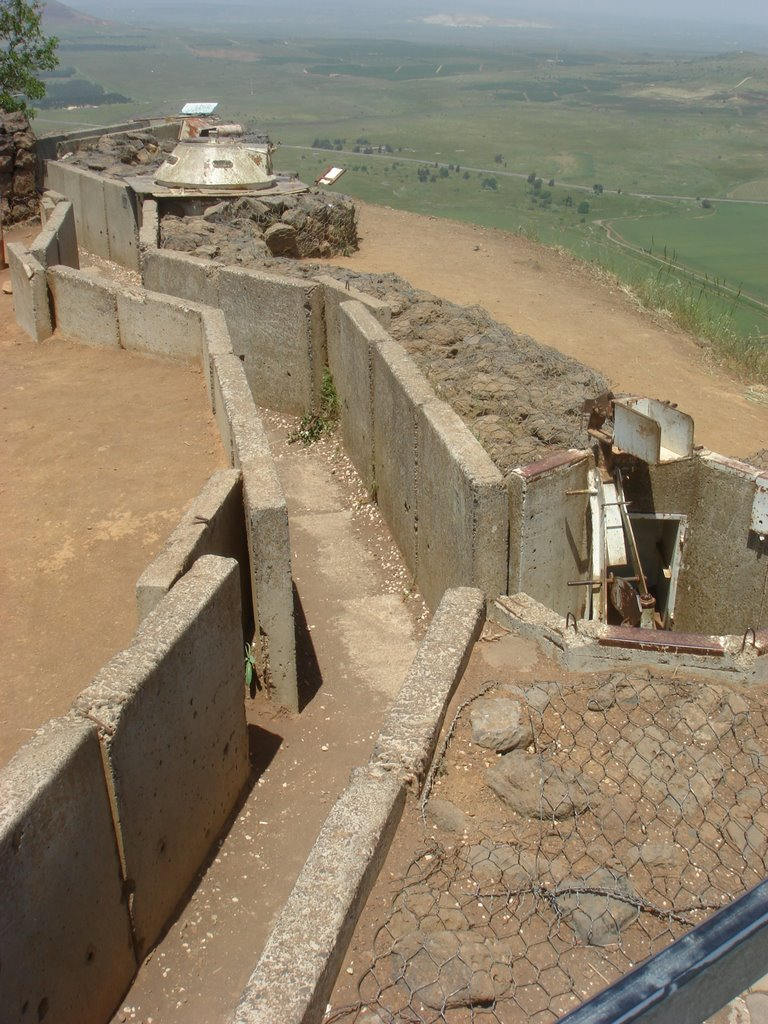
Befestigungsanlagen
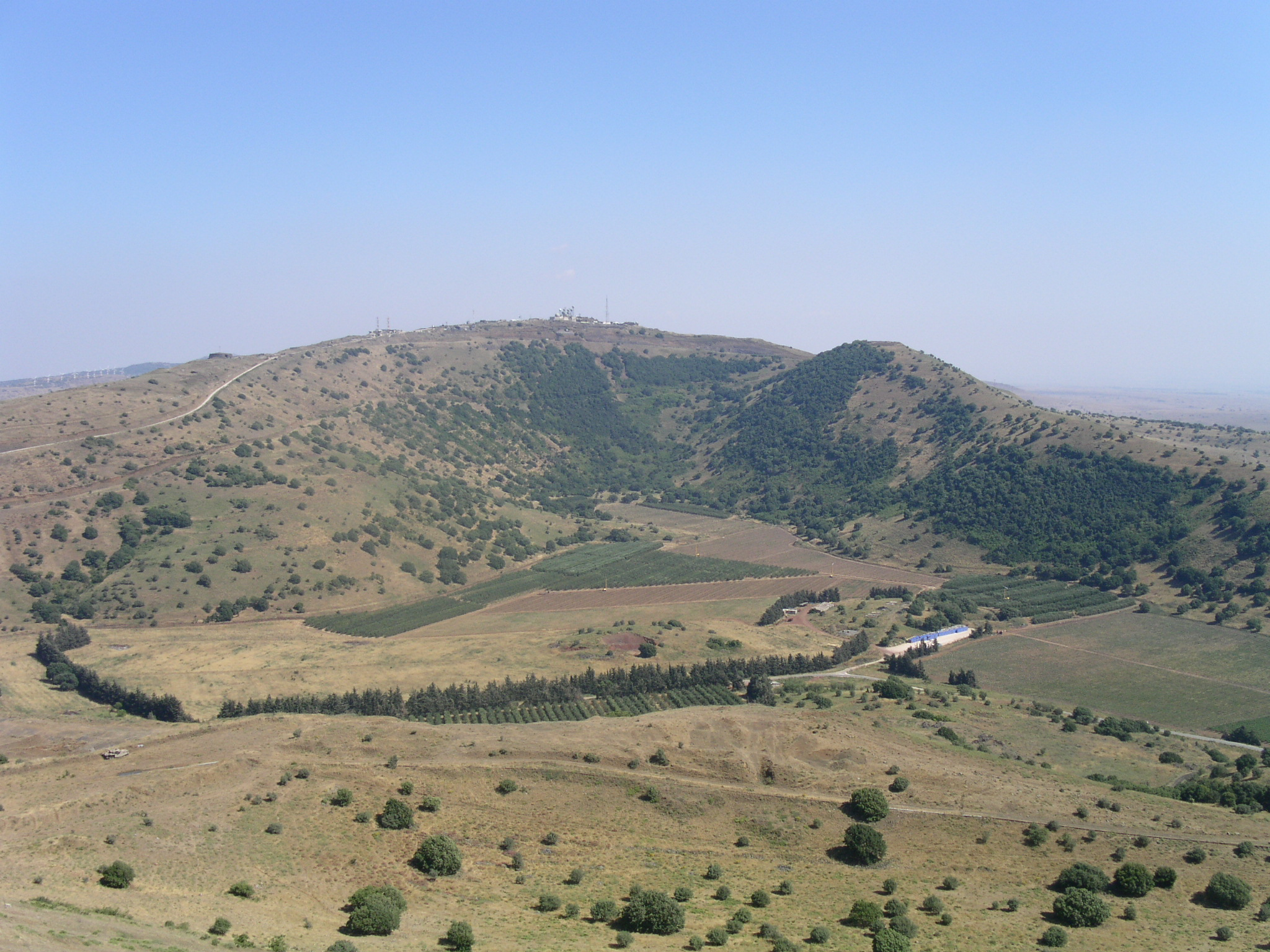
Avital (links), Bental (rechts)
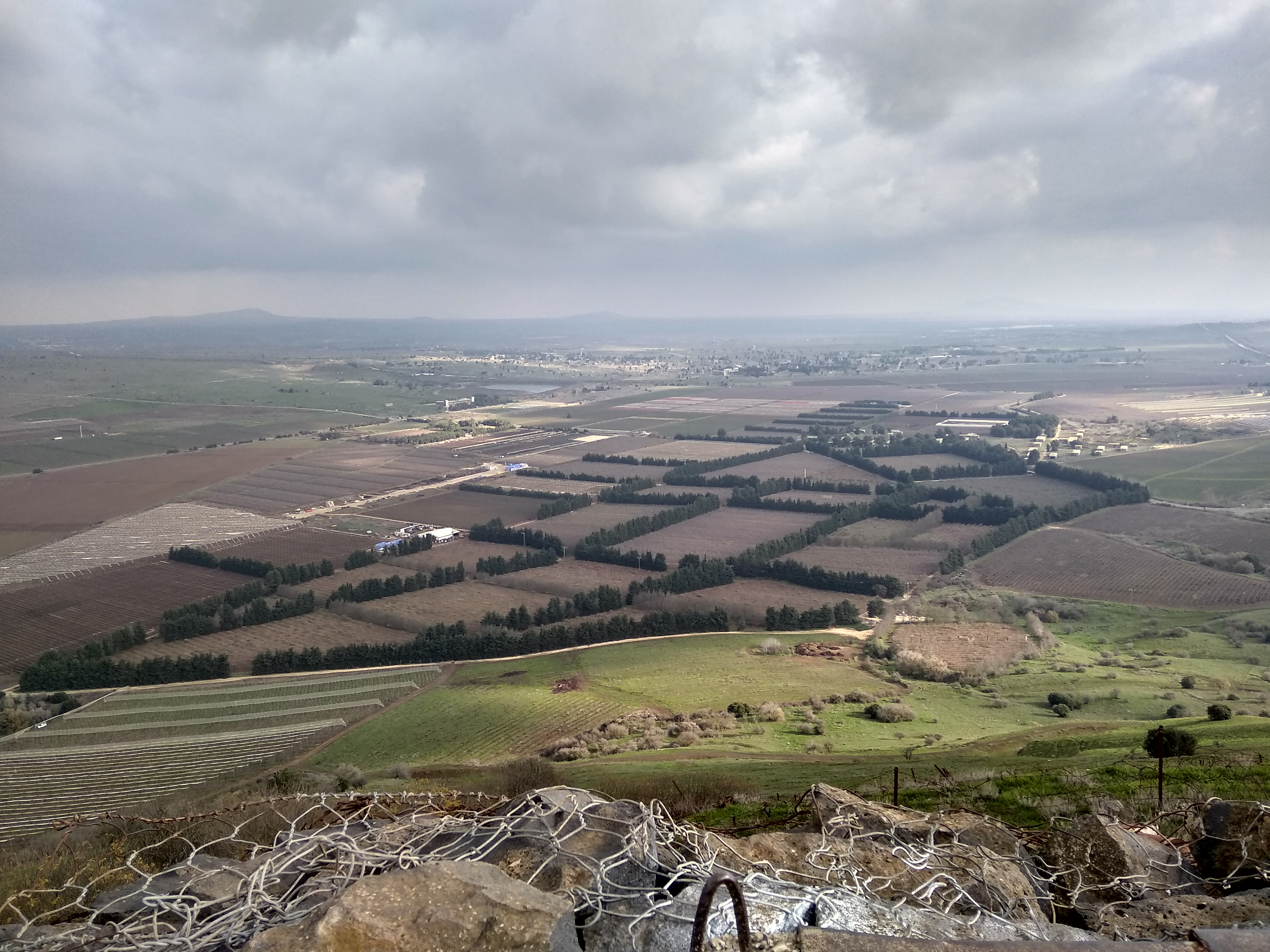
Blick auf Quneitra